# Кільцева автодорога І (Гельсінкі)
| KEHÄ RING | I |

| 101 |

Кільцева автодорога І (фін. Kehä I, швед. Ring I) — автострада, найзавантаженіша з усіх автодоріг Фінляндії, щодня автострадою прямують 113 000 автівок. Це внутрішня з трьох кільцевих автодоріг Великого Гельсінкі, має назву регіональний маршрут 101 і прямує від Тапіоли в Еспоо до Ітякескус на сході Гельсінкі. Загальна довжина — 24,2 км, з яких 16 км знаходяться в Гельсінкі.
КАД I має дві смуги руху в кожному напрямку та обмеження швидкості 80 км/год або 60 км/год.
КАД I було побудовано в декілька етапів і було завершено в 1980 році.

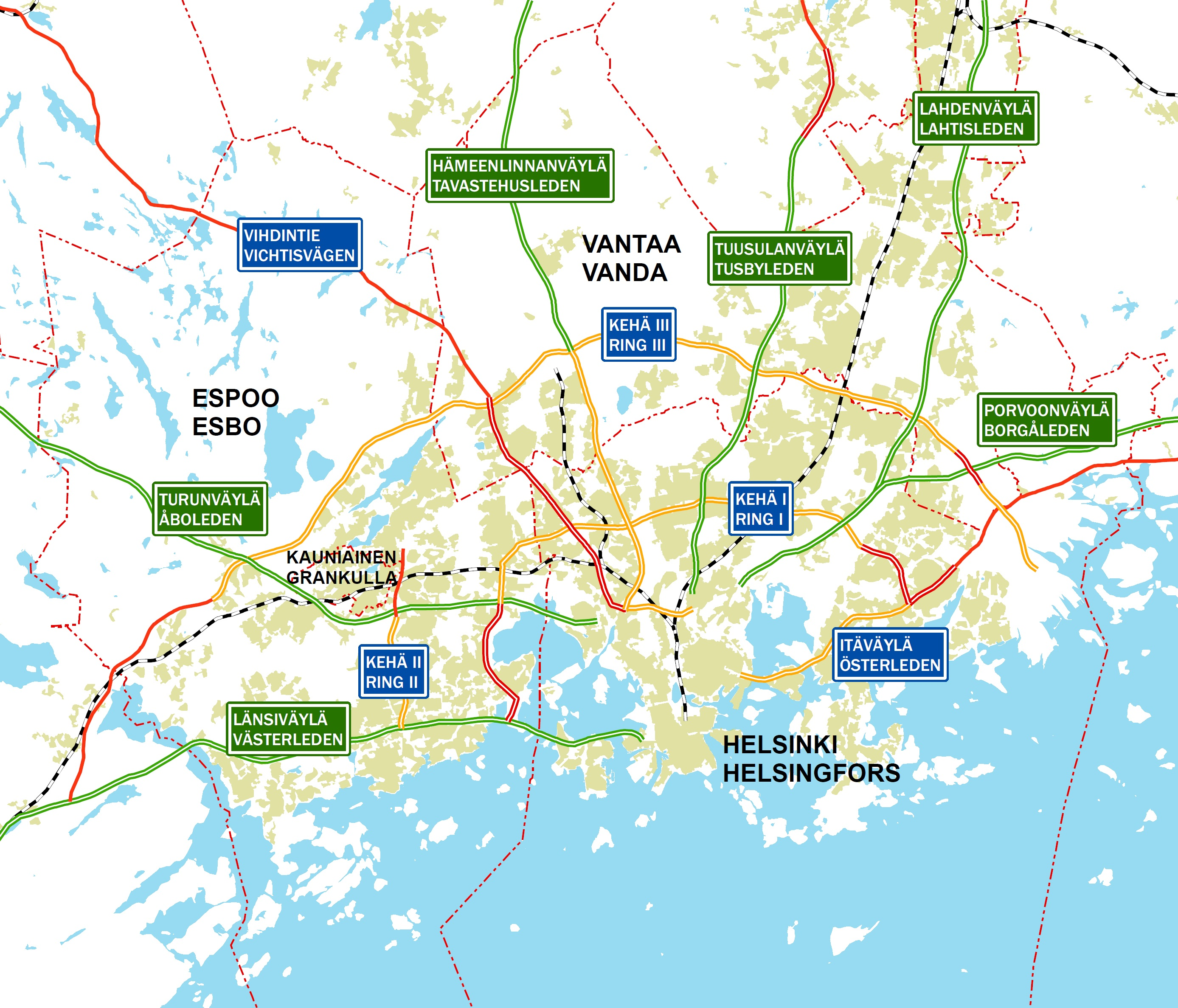
Мапа автодоріг Фінляндії із позначенням КАД І
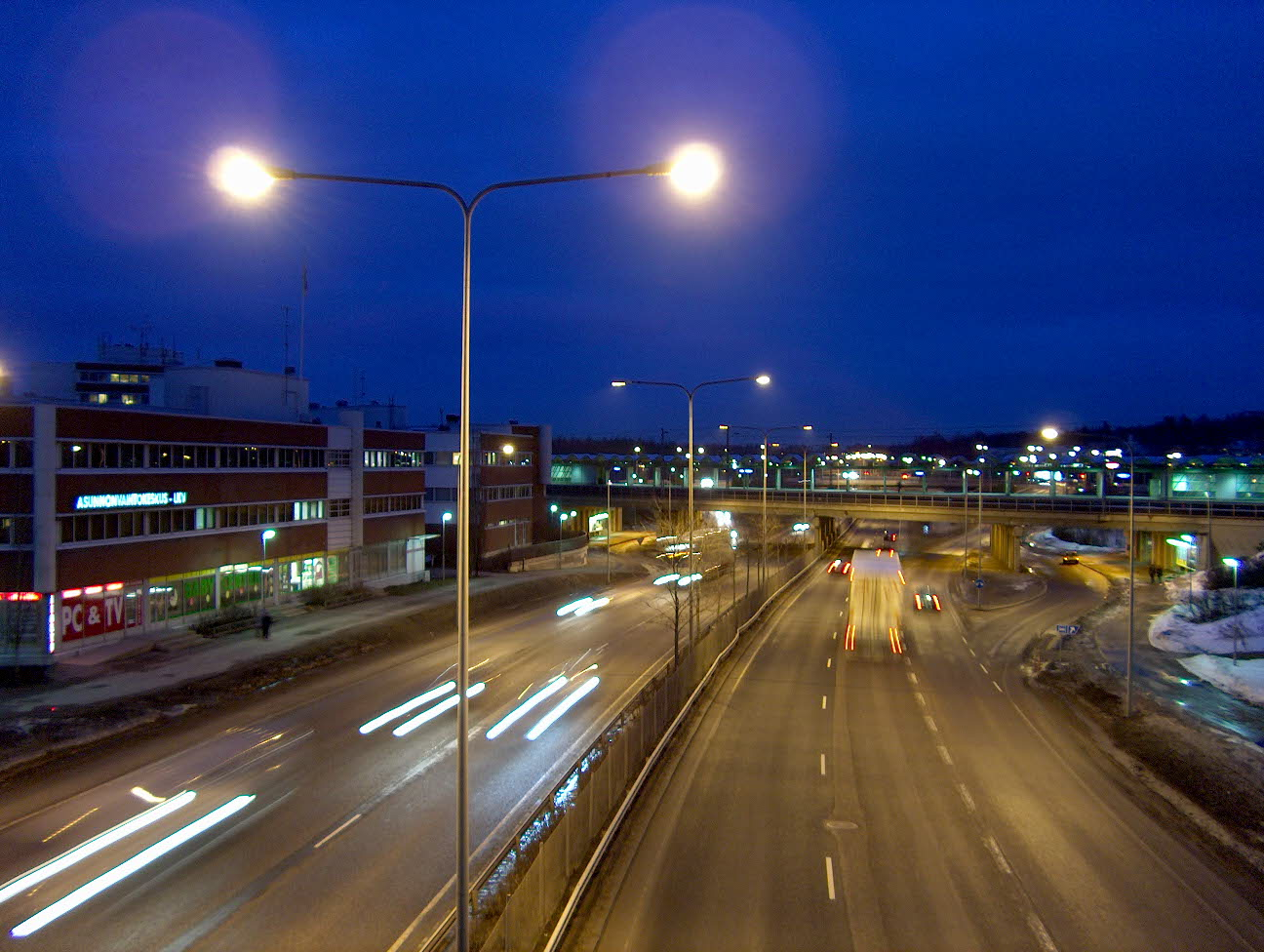
КАД І біля Пукінмякі
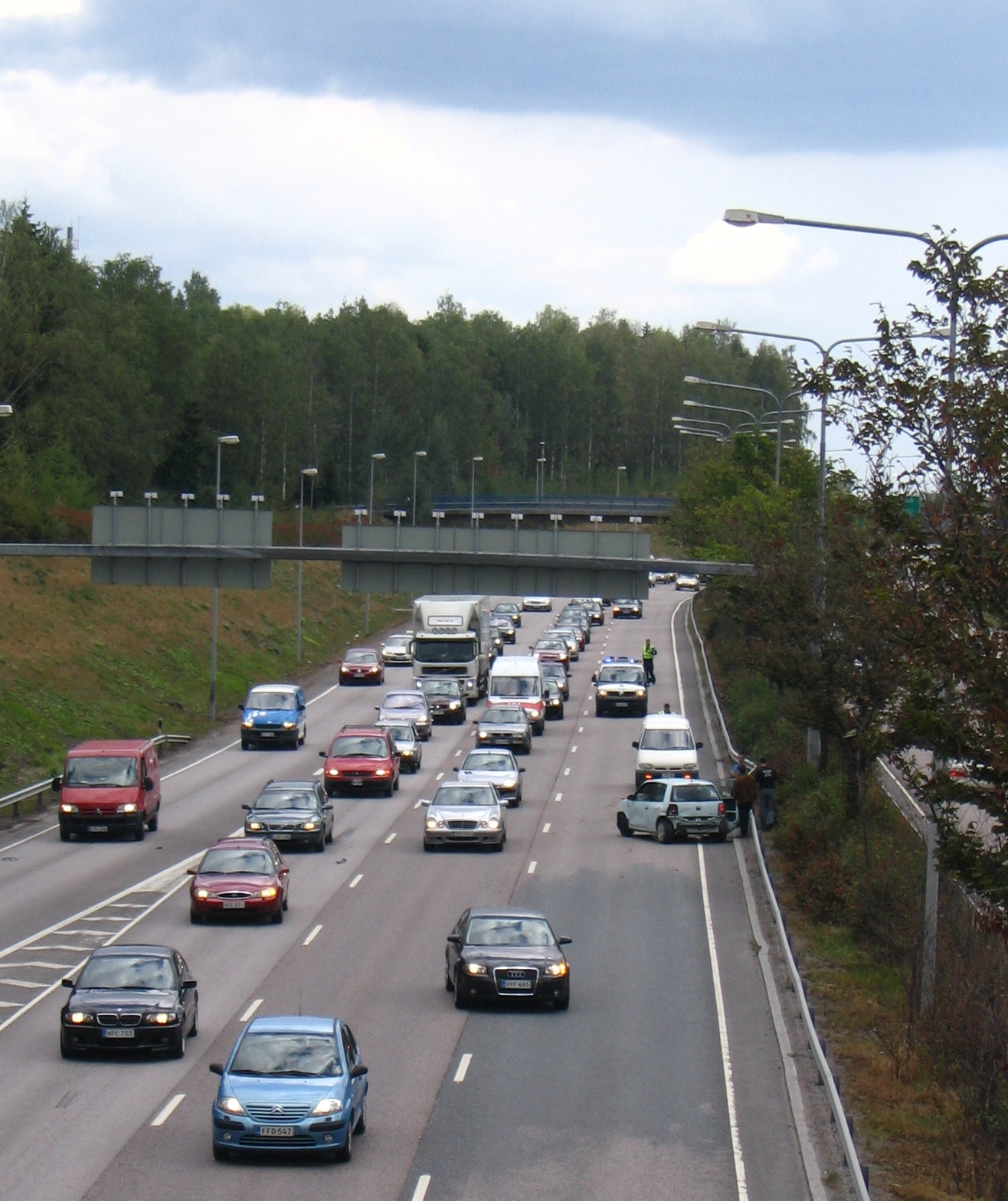
Ранкова година пік у Пакіла.
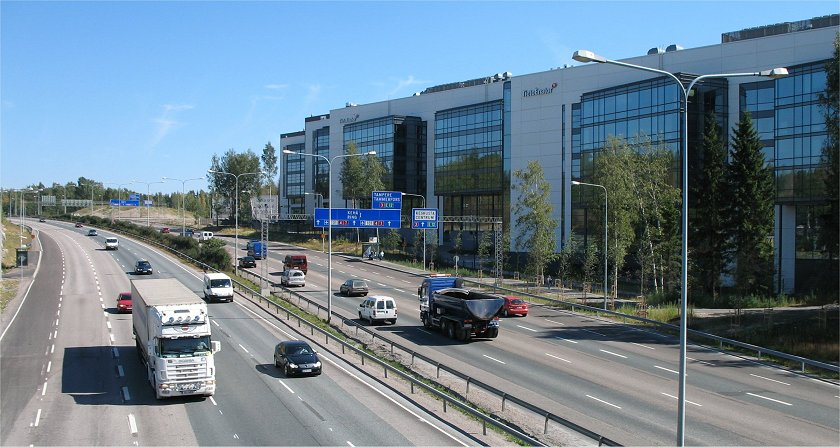
КАД І біля будівлі Tieto.